# Journey into Mystery
Journey into Mystery és una sèrie nord - americana de còmics publicada inicialment per Atlas Comics, després per la seva successora, Marvel Comics. Inicialment una antologia de còmics de terror, va canviar a gegants-monstres i històries de ciència-ficció a finals dels anys cinquanta. A partir del número 83 (data de portada d'agost de 1962), va incloure com sèrie principal la del superheroi Thor, creat pels escriptors Stan Lee i Larry Lieber i l'artista Jack Kirby i inspirat en el mitològic déu nòrdic del tro. La sèrie, rebatejada amb el nom de la seva estrella superheroica amb el número #126 (març de 1966), ha estat revifada tres vegades: als anys setanta com a antologia de terror, i als anys 90 i 2010 amb personatges dels mites de Thor de Marvel. El títol també es va utilitzar el 2019 per a una sèrie limitada com a part del crossover de la "War of the Realms".

## Història de les publicacions

### Dècades de 1950 i 1960
La primera sèrie Journey into Mystery va ser inicialment una antologia de fantasia de terror publicada pel precursor dels anys cinquanta de Marvel Comics, Atlas Comics, amb un primer número amb data de portada juny de 1952. L'artista Joe Kubert, que després es convertiria en un dels principals artistes de còmics bèl·lics per a DC Comics, va dibuixar la història "The Hog" a Journey into Mystery # 21 (gener de 1955). El número 23 va ser el primer autoritzat pel Comics Code, el sistema que els editors van imposar d'autocensura que va provocar restriccions als còmics de terror. El títol va quedar atrapat en el col·lapse del distribuïdor d'Atlas i la publicació es va suspendre durant un any entre els números #48 (agost de 1957) i #49 (novembre de 1958). Xemnu, un monstre alienígena enorme i pelut va aparèixer per primera vegada a Journey Into Mystery # 62 (novembre de 1960). El personatge va reaparèixer al número 66 (març de 1961). El personatge va convertir-se en un dels principals referents de l''epoca dels monstres a l'Univers Marvel, i va passar a anomenar-se Xemnu el Tità. Journey into Mystery # 69 i el títol d'humor adolescent Patsy Walker #95 (tots dos amb data de portada de juny de 1961) són els primers còmics moderns amb l'etiqueta “Marvel Comics”, mostrant cadascun dels quals una caixa “MC” a la seva portada.
A partir del número 83 (agost de 1962), el títol va ser protagonitzat pel déu nòrdic superheroic Thor. Les històries antològiques, inicialment de forma predominant de ciència-ficció, van disminuir gradualment després d'això, amb la sèrie secundaria derivada de Thor "Tales of Asgard" a partir del número 97 (oct. 1963). Es van eliminar completament amb el número 105 (juny de 1964), quan "Thor" es va expandir de 13 a 18 pàgines. Amb el número anterior, el logotip de la portada havia canviat de Journey into Mystery with the Mighty Thor. El 1965, el títol era el millor venut de Marvel. El seu número final va ser el nº 125 (febrer de 1966), després de la qual es va canviar el títol de la sèrie a The Mighty Thor en el seu logotip de portada amb marca i simplement Thor en l'avís de drets d'autor. Loki, el germà adoptiu de Thor, va ser introduït al número 85 (data de portada octubre de 1962). Altres adversaris per al nou heroi van incloure Radioactive Man introduït al núm. 93 (juny de 1963), l' Enchantress i l' Executioner el # 104 (abril de 1964), Absorbing Man al # 114 (març de 1965), i el Destroyer al nº118 (juliol de 1965). Un Annual de grans dimensions, presentant Thor, es va publicar el 1965 i va introduir la versió Marvel del semidéu grecoromà Hercules. L'historiador dels còmics Les Daniels va assenyalar que "les aventures de Thor es van transformar gradualment a partir d'històries d'un superheroi d'aspecte estrany en una saga espectacular".

### Volum 2 (1972)
Un segon Journey into Mystery va tenir una etapa de 19 números (dates de portada octubre de 1972 - octubre de 1975). El títol era un dels quatre llançats per Roy Thomas, director en cap de Marvel Comics, per formar una línia d'antologies de ciència-ficció i terror amb més cohesió temàtica que els primers intents de la companyia durant aquella dècada, que havia inclòs les sèrie Chamber of Darkness i Tower of Shadows. Si bé aquests títols generalment presentaven històries originals, aquests nous comic-books adaptarien els clàssics i altres històries de gènere. Amb els debuts dels quatre títols que es van ampliar al llarg de quatre mesos, Marvel va estrenar Journey in Mystery vol. 2 (octubre de 1972), Chamber of Chills (nov. 1972), Supernatural Thrillers (desembre de 1972) i, amb un inici tardà, Worlds Unknown (maig de 1973).
Els primers cinc números de Journey into Mystery vol. 2 van incloure adaptacions com "Dig Me No Grave" de Robert E. Howard, de l'escriptor Thomas i el llapis de Gil Kane, al número 1; Robert Bloch, "Yours Truly, Jack the Ripper", de Thomas i Ron Goulart i el llapis de Kane, al # 2; i "The Haunter of the Dark", de H. P. Lovecraft, de Goulart i el llapis de Gene Colan, a més d'històries de terror antològiques d'escriptors com George Alec Effinger, Steve Gerber, Steve Englehart i Steve Skeates, i autors a llapis com Billy Graham, Jim Starlin, Ralph Reese i P. Craig Russell. La majoria dels números també van incloure una història reeditada de la predecessora de Marvel dels anys 1950, Atlas Comics. A la publicació número 6, però, la revista es va convertir en un títol de reimpressió amb relats de ciència-ficció i monstres gegants des del primer Journey into Mystery, així com de les antologies de l'etapa prèvia a la dels superherois Amazing Adult Fantasy, Strange Tales, Strange Worlds i Tales to Astonish.

### Sèrie dels anys 90
Com a conseqüència de la saga d'Onslaught, un crossover dels mutants amb els principals superherois de Marvel i la conseqüent "Heroes Reborn", Thor va deixar de ser el punt de mira de la seva pròpia sèrie, que va ser restaurada a Journey a Mystery a partir del número 503 (novembre de 1996). El serial "The Lost Gods" (Els déus perduts) va ocupar fins al número 513, seguit per serials protagonitzats per Shang-Chi, el mestre de Kung Fu i la Vídua Negra de tres números cadascun, i el vampir Hannibal King de dos, acabant amb el número # 521 (juny de 1998), quan Thor ja feia temps que tenia una nova sèrie amb el seu nom.

### Sèrie 2010
El títol de Thor va reprendre la seva numeració original el 2009 amb Thor # 600, incloent-hi els números intervinguts de Thor al seu recompte sense incloure els números de Journey Into Mystery de les dècades de 1970 i 1990. A partir del número 622, la sèrie per segona vegada va recuperar el seu títol a Journey Into Mystery, que va acompanyar el llançament d'un nou títol, Mighty Thor. El repartiment de Thor va tornar com el focus d'una etapa escrita per Kieron Gillen, que havia escrit Thor des del #604 fins al #614, i dibuixada per Doug Braithwaite. Protagonitzà l'antagonista de Thor, Loki, que havia estat reencarnat de nen després del seu sacrifici a la sèrie Siege. El recorregut de Gillen va ser revisat favorablement, amb un crític que va escriure:
| « | (anglès) Gillen's work has always been big on theme and interconnectedness, and this is no exception. The finale encapsulates the run as a whole — ambitious, ambiguous, clever and uncompromising, as challenging as it is entertaining. Sometimes those qualities hurt it, and although sales were never especially healthy it's to Marvel's credit that they helped keep it afloat long enough for a proper ending when the alternative would have surely been easier | (català) L'obra de Gillen sempre ha estat important pel que fa al tema i la interconnexió, i aquesta no és una excepció. El final encapsula tota la carrera: ambiciosa, ambigua, intel·ligent i poc comprometedora, tan difícil com entretinguda. De vegades, aquestes qualitats el perjudicaven i, tot i que les vendes mai van ser especialment saludables, és per crèdit de Marvel que van ajudar a mantenir-lo en peu prou temps per a un final adequat quan l'alternativa hauria estat segurament més fàcil. | » |

A l'últim número de Gillen, es va publicar una carta de Tom Hiddleston, que encarnava Loki al Marvel Cinematic Universe, en què elogiava a Gillen per la seva interpretació al personatge.
Amb el número # 646, el focus de Journey into Mystery va canviar amb el seva inclusió a Marvel NOW! Escrita per Kathryn Immonen i dibuixada per Valerio Schiti, la sèrie va començar a ser protagonitzada pels Asgardians de Marvel, amb Lady Sif com a protagonista. La sèrie es va cancel·lar amb el número # 655 (octubre de 2013).

### War of the Realms: Journey into Mistery
Durant la història de "War of the Realms" del 2019, el títol es va utilitzar per a un número limitat de cinc números escrit per Griffin, Justin, Travis i Clint McElroy. La sèrie va ser dibuixada per André Lima Araújo amb portades de Valerio Schiti. La sèrie limitada és protagonitzada per Spider-Man (Myles Morales), Hawkeye, Wonder Man, Sebastian Druid, Death Locket, Thori i Balder en una missió per salvar la terra.

## Edicions recopilatòries
- Marvel Masterworks : Atlas Era Journey into Mystery
  - El volum 1 recull Journey into Mystery # 1-10, 272 pàgines, 2008, ISBN 978-0785129264
  - El volum 2 recull Journey into Mystery # 11-20, 272 pàgines, 2009, ISBN 978-0785134992
  - El volum 3 recull Journey into Mystery # 21-30, 272 pàgines, 2010, ISBN 978-0785141884
  - El volum 4 recull Journey into Mystery # 31-40, 272 pàgines, 2012, ISBN 978-0785159254
- Marvel Masterworks: The Mighty Thor
  - El volum 1 recull Journey into Mystery # 83-100, 280 pàgines, 1991, ISBN 978-0785112679
  - El volum 2 recull Journey into Mystery # 101-110, 224 pàgines, 1994, ISBN 978-0785111917
  - El volum 3 recull Journey into Mystery # 111-120 i Journey into Mystery Year 1, 256 pàgines, 2001, ISBN 978-0785112686
  - El volum 4 recull Journey into Mystery # 121-125 i Thor # 126-130, 240 pàgines, 2005, ISBN 978-0785118800
- Essencial Thor
  - El volum 1 recull Journey into Mystery # 83-112, 536 pàgines, 2001, ISBN 978-0785118664
  - El volum 2 recull Journey into Mystery # 113-125; '' Viatge al misteri anual # 1; Thor # 126-136; i Thor Annual núm. 2, 584 pàgines, 2005, ISBN 978-0785115915
- Origins of Marvel Comics inclou la història de Thor procedent de Journey into Mystery #83, 254 pàgines, 1974, Simon &amp; Schuster, ISBN 978-0671218638
- Bring on the Bad Guys inclou les històries de Thor de Journey into Mystery #112-113 i 115, 253 pàgines, 1976, Simon & Schuster, ISBN 978-0671223557
- Fear Itself: recopila Journey into Mystery #622-626, Thor Spotlight i Fear Itself Spotlight, 136 pàgines, 2012, ISBN 978-0785148418
- Journey into Mystery: Fear Itself Fallout recull # 626.1, 627-631, 136 pàgines, 2012, ISBN 978-0785152620
- Journey into Mystery: Terrorism Myth recull #632-636, 120 pàgines, 2012, ISBN 978-0785161066
- Journey into Mystery / New Mutants: Exiled recull # 637-638, Exiled # 1 i New Mutants # 42-43, 120 pàgines, 2012, ISBN 978-0785165408
- Journey into Mystery: The Manchester Gods recull # 639-641 i The Mighty Thor Annual # 1, 120 pàgines, 2012, ISBN 978-0785161073
- The Mighty Thor / Journey into Mystery: Everything Burns recull # 642-645 i The Mighty Thor # 18-22, 216 pàgines, 2013, ISBN 978-0785161684
- Journey into Mistery Featuring Sif - Vol. 1: Stronger Than Monsters recull # 646-650, 120 pàgines, 2013. ISBN 978-0785161080
- Journey into Mistery Featuring Sif - Vol. 2: Seeds of Destruction recull # 651-655, 112 pàgines, 2013, ISBN 978-0785184478

## En altres mitjans
- A la pel·lícula de Thor del 2011, una cartellera presenta les paraules "Journey Into Mystery".
- A l'episodi pilot de Marvel's Agents of SHIELD, l'agent de SHIELD, Jemma Simmons, pregunta a Grant Ward: "Are you excited to be coming on our journey into mystery?" (Estàs emocionat de venir en el nostre viatje al misteri?)